# Chikkahosahalli, Krishnarajpet
Chikkahosahalli là một làng thuộc tehsil Krishnarajpet, huyện Mandya, bang Karnataka, Ấn Độ.